# Arthur Francke
Wilhelm Gustav Arthur Francke (* 24. Juli 1867 in Berlin; † 6. Mai 1941 ebenda) war ein deutscher Unternehmer und Kommunalpolitiker.

## Leben
Arthur Francke war ein Sohn des Unternehmers und Geheimen Kommerzienrates Ernst Carl Francke. Nach dem Besuch des Köllnischen Gymnasiums bis zur Obersekunda absolvierte er eine Banklehre und trat 1888 in das von seinem Großvater David Francke gegründete, väterliche Nutzholzgeschäft Dav. Francke Söhne ein. Gemeinsam mit seinem Bruder Max (1866–ca. 1932) entwickelte er es zu einem der bedeutendsten Unternehmen seiner Art. Der Betrieb war auch mit mehreren Niederlassungen im Ausland vertreten. 1897 wurde das Waldgut Mokrzyszów bei Tarnobrzeg in Galizien erworben.
1912 wurde ihm der Titel Kommerzienrat verliehen. 1914 wurde er zum unbesoldeten Stadtrat gewählt und gehörte der Gewerbedeputation und dem Hypothekenamt an. Bei seinem Ausscheiden aus dem Magistrat erhielt er im November 1919 die Würde eines Stadtältesten. Der Vorsitzende des Vereins Ostdeutscher Holzhändler und Sägewerke und stellvertretende Vorsitzende der Industrie- und Handelskammer war auch Mitglied des Aufsichtsrates der Commerz- und Privatbank AG.
Ab 1922 besaß die Firma auch ein Sägewerk in Marienwerder am Finowkanal, und eine Sägemühle in Karlsdorf bei Bromberg.
1941 gründete Francke aus Dankbarkeit für 50 Jahre Tätigkeit in der Firma die Arthur Francke’sche Stiftung zur Unterstützung in Not geratener Familien- und Firmenangehöriger. Diese Stiftung existiert bis heute und fördert die Ausbildung körperlich oder sozial beeinträchtigter Menschen in kaufmännischen und handwerklichen Berufen, insbesondere der holzverarbeitenden Gewerke. Gefördert werden Projekte gemeinnützig anerkannter Einrichtungen sowie Initiativen und Personen durch Stipendien, Wettbewerbe und Preise.
Arthur Francke wurde in dem vom Architektenbüro Lundt & Kallmorgen entworfenen Mausoleum der Familie Francke auf dem Georgen-Parochial-Friedhof II bestattet.